# Ornungasjö
Ornungasjö är en sjö i Vårgårda kommun i Västergötland och ingår i Göta älvs huvudavrinningsområde. Sjön är 14,5 meter djup, har en yta på 3,08 kvadratkilometer och befinner sig 159 meter över havet. Sjön avvattnas av vattendraget Sällerhögsån. Gåsavikens badplats är en iordningställd badplats i sjöns norra ända. Badplatsen är även start- och slutpunkt för den 6 kilometer långa Ornungaleden. Sjön är en fiskesjö och förvaltas av Ornungasjöns fiskevårdsförening. I sjön finns abborre, gädda, sik och sutare.
I äldre tid rodde många av sockenborna till Ornunga kyrka. Oskar Lidén har beskrivit hur bönderna i Ornunga ägnade sig åt hembränning på en ö i Ornungasjön och då drog ut alla båtar runt sjön dit, för att inte länsman skulle kunna ta sig dit. På 1950-talet användes en motorbåt för att transportera mjölk från gårdarna i sundet mellan Sörsjön och Nordsjön till en mjölkpall ute vid landsvägen.

## Delavrinningsområde
Ornungasjö ingår i det delavrinningsområde (643078-132934) som SMHI kallar för Utloppet av Ornungasjö. Medelhöjden är 173 meter över havet och ytan är 16,04 kvadratkilometer. Det finns inga avrinningsområden uppströms utan avrinningsområdet är högsta punkten. Sällerhögsån som avvattnar avrinningsområdet har biflödesordning 4, vilket innebär att vattnet flödar genom totalt 4 vattendrag innan det når havet efter 106 kilometer. Avrinningsområdet består mestadels av skog (52 %) och jordbruk (14 %). Avrinningsområdet har 3,14 kvadratkilometer vattenytor vilket ger det en sjöprocent på 19,6 %.

## Galleri

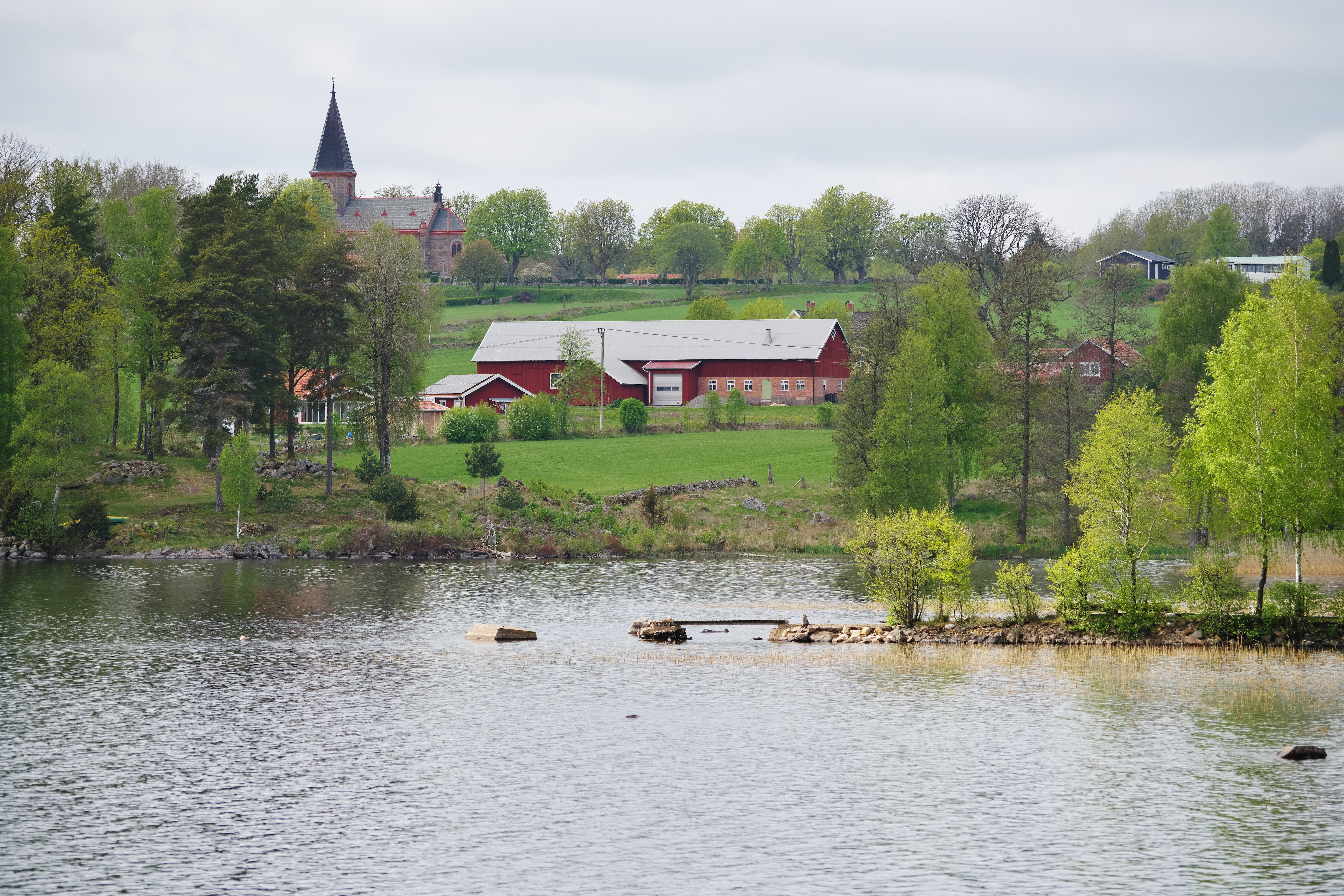
Ornungasjö och Ornunga kyrka.
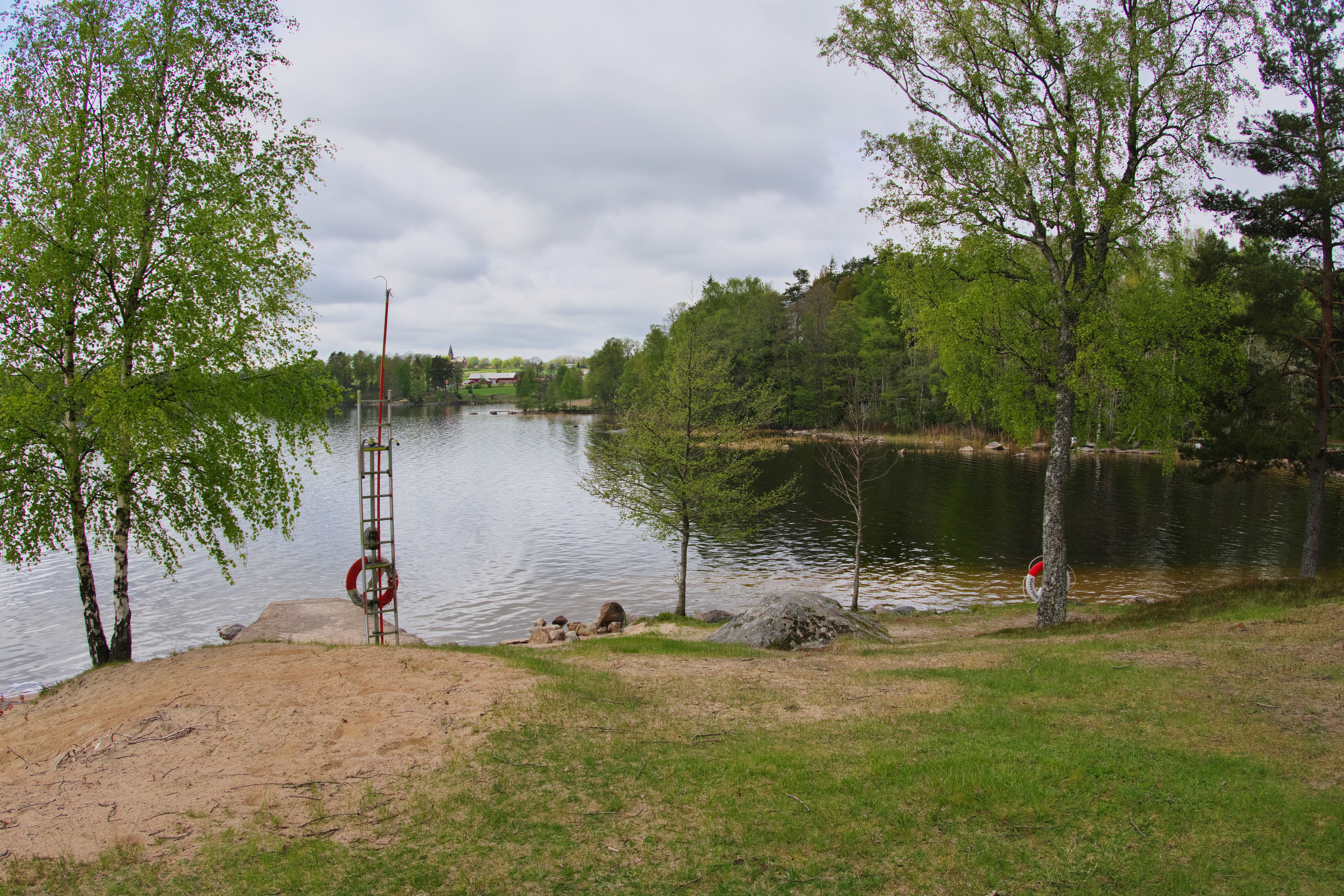
Badplatsen i Gåsaviken.